# Герб Казахстана
Герб Казахстана (каз. Қазақстан Республикасының Мемлекеттік елтаңбасы) — официальный государственный символ Республики Казахстан. Современный герб утверждён Указом бывшего Президента Республики Казахстан Нурсултаном Назарбаевым 4 июня 1992 года.
Государственный герб Республики Казахстан представляет собой изображение шанырака (верхняя сводчатая часть юрты) на голубом фоне, от которого во все стороны в виде солнечных лучей расходятся уыки (опоры) в обрамлении крыльев мифических коней (тулпаров) между которыми находится пятиконечная звезда. В нижней части герба — девиз «QAZAQSTAN», что в переводе с казахского языка означает «Казахстан».
В цветном изображении Государственный герб Республики Казахстан — двух цветов: золота и сине-голубого.
Широко применяемый сегодня термин «герб» происходит от немецкого слова «эрбе» (Erbe). В переводе на казахский он означает понятие «танба» (тамга, знак). Впервые данный термин начал употребляться в древнем Тюркском Каганате (552—603).
Сегодняшний герб суверенного Казахстана является результатом огромного труда, творческих исканий двух известных архитекторов: Жандарбека Малибекова и Шот-Амана Уалиханова. В финальном конкурсе принимали участие 245 проектов и 67 описаний будущего герба.
Предшественником нынешнего герба можно считать герб Казахской ССР и герб СССР.
В марте 2024 года президент Казахстана Касым-Жомарт Токаев заявил, что герб скоро будет изменен из-за его сложного и «советского» дизайна. Новая эмблема будет выбрана на конкурсе.

## Детали герба

Шанырак

Образ шанырака — верхней сводчатой куполообразной части юрты — в государственном гербе республики — это образ общего дома всех людей, проживающих в Казахстане. Счастье в нём зависит от благополучия каждого, как прочность шанырака зависит от надёжности его уыков (опор).
Шанырак не только по форме напоминает небесный купол, но и по отражению в сознании людей является одним из важных элементов жизнеустройства. Шанырак — символ отчего дома, а в более широком понимании и мира как вселенной. А поперечные дуги внутри шанырака — кульдереуш, означают единство трёх жузов.

Тулпар

На гербе изображён Тулпар — мифический конь с крыльями. Такие же кони украшают шлем иссыкского Золотого человека. Крылья символизируют мечту о построении сильного, процветающего государства. Они свидетельствуют также о чистых помыслах и стремлении к совершенствованию и достижению гармонии в обществе, с природой и мировой цивилизацией. В государственном гербе республики изображены два мифических коня, и они как бы оберегают шанырак с двух сторон. Они также ярко выражают идею служения общему дому — Родине. Беречь Родину как зеницу ока и преданно служить ей один из важных лейтмотивов, заложенных в образах мифических коней.
Ещё одна деталь в государственном гербе республики — пятиконечная звезда. Данный символ используется человечеством с давних времён и олицетворяет постоянное стремление людей к свету истины, ко всему возвышенному и вечному. Изображение звезды в государственном гербе отражает желание казахстанцев созидать страну, открытую для сотрудничества и партнёрства со всеми народами мира. Сердца и объятия жителей Казахстана открыты представителям всех пяти континентов.

## Стандарт герба
В «Национальный стандарт Государственного герба Республики Казахстан СТ РК 989» несколько раз вносились изменения. Первый стандарт СТ РК 989-92 вышел в 1992 году, второй СТ РК 989-96 в 1996 году, третий СТ РК 989 — в 2008 году. В 2014 году стандарт герба СТ РК 989 образца 2008 года был заменён на СТ РК 989—2014. В 2018 году в СТ РК 989—2014 внесены изменения в написание названия страны: вместо прежнего кириллического написания «ҚАЗАҚСТАН» используется латинизированное «QAZAQSTAN».

Изображение герба до введения государственного стандарта
Герб Республики Казахстан (СТ РК 989—2008) 1992—2018 годы